# Krigsåret 1831

## Pågående krig
- Belgiska upproret (1830-1833)

- Kaukasiska kriget (1817-1864)
  - Imanatet Kaukasus på ena sidan
  - Ryssland på andra sidan

- Portugisiska inbördeskriget (1828-1834)[1]
  - Liberaler på ena sidan
  - Miguelister och Spanien på andra sidan

- Novemberupproret (1830-1831)[2]
  - Polen på ena sidan.
  - Ryssland på andra sidan.

### Fotnoter
1. ↑  ”WHKMLA”. http://www.zum.de/whkmla/military/19cen/portcivwar18311834.html. Läst 30 juni 2011.
2. ↑  ”WHKMLA”. http://www.zum.de/whkmla/military/19cen/polishreb1830.html. Läst 30 juni 2011.